# Xavier Sánchez Bernat
Xavier Sánchez Bernat (Balaguer, 7 de gener de 1971) és un jugador de basquetbol català.
Amida 1,96 metres i juga a la posició d'escorta. Ha jugat 9 temporades a la lliga ACB al CB Girona i al CB Murcia i cinc més a la LEB Oro amb el club murcià. Al Múrcia assolí dos ascensos a l'ACB i guanyà la Copa Príncep d'Astúries.
Fou internacional amb la selecció espanyola sub-22, amb la qual guanyà la medalla de plata al Campionat d'Europa d'Istanbul.

## Trajectòria esportiva
- 1996-2001 ACB. CB Girona.
- 2001-2003 LEB. CB Murcia.
- 2003-2004 ACB. CB Murcia.
- 2004-2006 LEB. CB Murcia.
- 2006-2007 LEB Bronce. Basket Torrevella.
- 2007-2008 LEB Plata. CB Santa Pola.
- 2008-2009 LEB Bronce. CB Baloncesto Archena.
- 2009-avui ACB. CB Murcia

## Palmarès
- 2005-06 Campió Copa LEB amb el Polaris World Murcia